# Аламос
А́ламос (ісп. Álamos) — місто та муніципалітет у Мексиці, входить до штату Сонора. Населення — 8201 особа.

## Історія
Місто заснував Франсиско Васкес де Коронадо.

## Відомі уродженці
- Марія Фелікс
- Артуро Маркес — мексиканський композитор оркестрової музики
- Хоакін Мур'єта (спірно)